# Thesium lisae-mariae
Thesium lisae-mariae är en sandelträdsväxtart som beskrevs av Stauffer apud Markgraf. Thesium lisae-mariae ingår i släktet spindelörter, och familjen sandelträdsväxter. Inga underarter finns listade i Catalogue of Life.